# Nikolai Michailowitsch Danilin
 Nikolai Michailowitsch Danilin  (russisch Николай Михайлович Данилин, wiss. Transliteration Nikolaj Michajlovič Danilin; geb. 21. Novemberjul. / 3. Dezember 1878greg. in Moskau; gest. 6. Februar 1945 ebenda) war ein russischer und sowjetischer Chorleiter, Dirigent und Musikpädagoge.

## Leben
Danilin absolvierte 1897 die Moskauer Synodalschule und 1907 die Musik- und Schauspielschule der Moskauer Philharmonischen Gesellschaft in der Klavierklasse von A. N. Koreschtschenko. Im Jahre 1904 wurde er stellvertretender Leiter des Synodalchors und von 1910 bis 1918 war er dessen erster Leiter und stand damit in der Reihe von S. W. Smolenski, W. S. Orlow und A. D. Kastalski.
1910 feierte der Moskauer Synodalchor sein zweihundertjähriges Bestehen unter seiner Leitung mit der Uraufführung von Rachmaninows Liturgie des hl. Johannes Chrysostomus (op. 31).
Unter Danilins Leitung unternahm der Chor 1911 eine Tournee durch Italien, Österreich und Deutschland, wo er Beispiele der russischen Chorkunst präsentierte. Nach der Großen Sozialistischen Oktoberrevolution leitete Danilin die besten Chorgruppen des Landes (den Staatschor der UdSSR und den Leningrader Akademischen Chor (Leningradskaja akademičeskaja chorovaja kapella)). 1923 begann er am Moskauer Konservatorium zu unterrichten und wurde 1930 zum Professor ernannt.
Während seiner Zeit am Synodalchor dirigierte er 1915 auch die Uraufführung von Rachmaninows Ganznächtlicher Vigil, eines der bedeutendsten Werke der russischen Chormusik.